# Der rote Rausch
Pour plus de détails, voir Fiche technique et Distribution.
Der rote Rausch (en français L’Ivresse rouge) est un film allemand réalisé par Wolfgang Schleif, sorti en 1962.
Il s'agit de l'adaptation cinématographique du roman du même nom d'Eduard Rhein (de), qui l'écrit en 1952 sous le pseudonyme de Hans-Ulrich Horster.

## Synopsis
Josef Stief, un meurtrier de femmes qui pourrait souffrir d'une maladie mentale incurable, s'échappe de l'institution pour aliénés criminels. Son directeur, le professeur Lindner, est extrêmement inquiet et alerte immédiatement la police. Néanmoins, Stief parvient à s'échapper jusqu'au bord d'un lac près de la frontière de l'État. Les agriculteurs qui s'affairent à y récolter les roseaux pensent que l'étranger est un réfugié qui a passé le rideau de fer. Katrin, la fille du propriétaire foncier Vollbricht, se souvient de son mari Martin lorsqu'elle voit l'étranger. On l'a vu la dernière fois près de la frontière et il est porté disparu depuis. Stief, qui ne se souvient pas de ses actions précédentes, déclare qu'il s'appelle Martin.
Vollbricht propose à "Martin" de rester et de travailler sur le domaine. L'étranger gagne l'affection de Katrin, se lie d'amitié avec sa fille Hanni et se révèle être un ouvrier qualifié. Le contremaître brutal Karl, qui espère depuis longtemps un avenir avec Katrin, traite Martin avec méfiance. Les autres ouvriers agricoles sont également surpris de son air effrayé. Martin découvre un article de journal sur son évasion et, par hasard, il parvient à voler sa lettre de recherche au commissariat local. Anna, la patronne du bar, sait depuis longtemps que Martin n'est pas un réfugié. Lorsqu'elle le confronte à ce sujet, Martin perd le contrôle de lui-même et un accident manque de se produire.
Il ne faut pas longtemps avant que Katrin et Karl commencent à douter que Martin soit un réfugié. Vollbricht le découvre et renvoie Martin de la ferme. Martin se rend en ville, où il achète une poupée pour Hanni. Le soir, il découvre sa photo sur un avis de recherche qui le décrit comme un quadruple meurtrier de femmes. Martin, maintenant recherché, est désespéré. Il est de plus en plus rattrapé par son besoin oublié depuis longtemps de vouloir tuer les femmes aux colliers rouges. Comme en état d'ébriété, il étrangle la poupée d'Hanni, qui porte de tels bijoux.
Le lendemain, un mariage a lieu à la ferme de Vollbricht. Les invités du mariage sont surpris par la police, qui soupçonne que Martin, alias Josef Stief, se trouve sur place. Après que les policiers fouillent la ferme en vain, Katrin découvre que la personne recherchée se cache avec sa fille Hanni. Katrin avoue son amour à Stief et tente en larmes de le persuader de retourner dans l'établissement psychiatrique. Mais ce dernier voit que Katrin porte un collier de corail rouge. La "folie rouge" éclate à nouveau en lui et Katrin échappe de peu au meurtrier. Lorsque les invités du mariage découvrent les événements, une chasse dramatique commence pour Stief, qui s'enfuit le long du lac. Katrin ne peut pas empêcher Karl d'allumer un feu dans les roseaux. Finalement, Stief complètement épuisé se présente à la porte du centre de détention.

## Fiche technique
- Titre original : Der rote Rausch
- Réalisation : Wolfgang Schleif
- Scénario : Hellmut Andics (de), Eduard Rhein (de)
- Musique : Hans-Martin Majewski
- Photographie : Walter Partsch (de)
- Son : Walter Prokosch
- Montage : Paula Dvorak
- Production : Ernest Müller (de)
- Société de production : Rex-Film Bloemer & Co.
- Société de distribution : Nora-Filmverleih
- Pays d'origine :  Allemagne de l'Ouest
- Langue : allemand
- Format : Couleur - 1,66:1 - Mono - 35 mm
- Genre : Thriller
- Durée : 87 minutes
- Dates de sortie :
  -  Allemagne de l'Ouest : 24 mai 1962.
  -  Autriche : 1er octobre 1962.
  -  France : 9 août 1963[2].

## Distribution
- Klaus Kinski : Josef Stief/Martin
- Brigitte Grothum : Katrin
- Sieghardt Rupp : Karl
- Marina Petrova (de) : Anna
- Jochen Brockmann : Vollbricht
- Dieter Borsche : le professeur Lindner
- Annemarie Berthe : l'assistante du Professeur Lindner
- Hanns Obonya : Klobner
- Christine Ratej : Hanni
- Edd Stavjanik : le détective Berger
- Elisabeth Terval : Theres
- Peter Machac : Franz
- Josef Krastel (de) : le commerçant
- Helmuth Silbergasser : Stephan
- Renate Schmidt : la vendeuse
- Herbert Fux : le chauffeur de camion
- Walter Regelsberger : l'agent de la police de la circulation

## Production
Après que Der Spiegel consacre un article de couverture à Klaus Kinski le 22 février 1961, l'acteur, jusqu'alors connu uniquement d'un public spécialisé, entame une carrière qui lui vaut d'abord de nombreux seconds rôles dans les adaptations populaires d'Edgar Wallace. En 1962, le producteur autrichien Ernest Müller (de) crée un film qui montrerait pour la première fois Kinski dans le rôle principal.
Hellmut Andics écrit un scénario basé sur le roman d'Eduard Rhein (sous le pseudonyme de Hans-Ulrich Horster), publié pour la première fois en 1952 dans le guide des programmes Hörzu (de), dont Rhein est le rédacteur en chef. Alors que dans le livre original, le meurtrier évadé est considéré comme un rapatrié de la guerre, l'adaptation cinématographique parle d'un prétendu réfugié près du rideau de fer.
Le tournage se déroule du 21 février 1962 au 6 avril 1962 à Rust sur le lac de Neusiedl et à Vienne. D'un autre côté, une maison de retraite à Berlin-Dahlem passe pour un asile psychiatrique. Les prises de vue en studio sont tournées au studio Kalvarienberg à Vienne. Il s'agira du dernier film du producteur Ernest Müller qui décède cinq semaines après la fin du tournage.
Pendant le tournage, Klaus Kinski crée la rumeur selon laquelle, après une journée de tournage, il retourne dans la nature et dort avec l'actrice principale dans une tente au bord du lac, ce qui incite les paparazzi à tenter de le prendre dans les roseaux, alors que Kinski réside tranquillement dans l'hôtel de l'équipage où il a son petit-déjeuner régulier en compagnie polie avec le reste des acteurs et de l'équipe.
Le film est un échec commercial. Les copies sont ensuite détruites et le négatif original est perdu. Un exemplaire dans une boîte mal étiquetée est retrouvé en 2002, permettant de nouvelles diffusions puis une sortie en DVD en juin 2013.